# Neuroxena simulans
Neuroxena simulans là một loài bướm đêm thuộc phân họ Arctiinae, họ Erebidae.